# Pozuelo de la Orden
Pozuelo de la Orden – gmina w Hiszpanii, w prowincji Valladolid, w Kastylii i León, o powierzchni 20,47 km². W 2011 roku gmina liczyła 60 mieszkańców.